# Храм Вогню

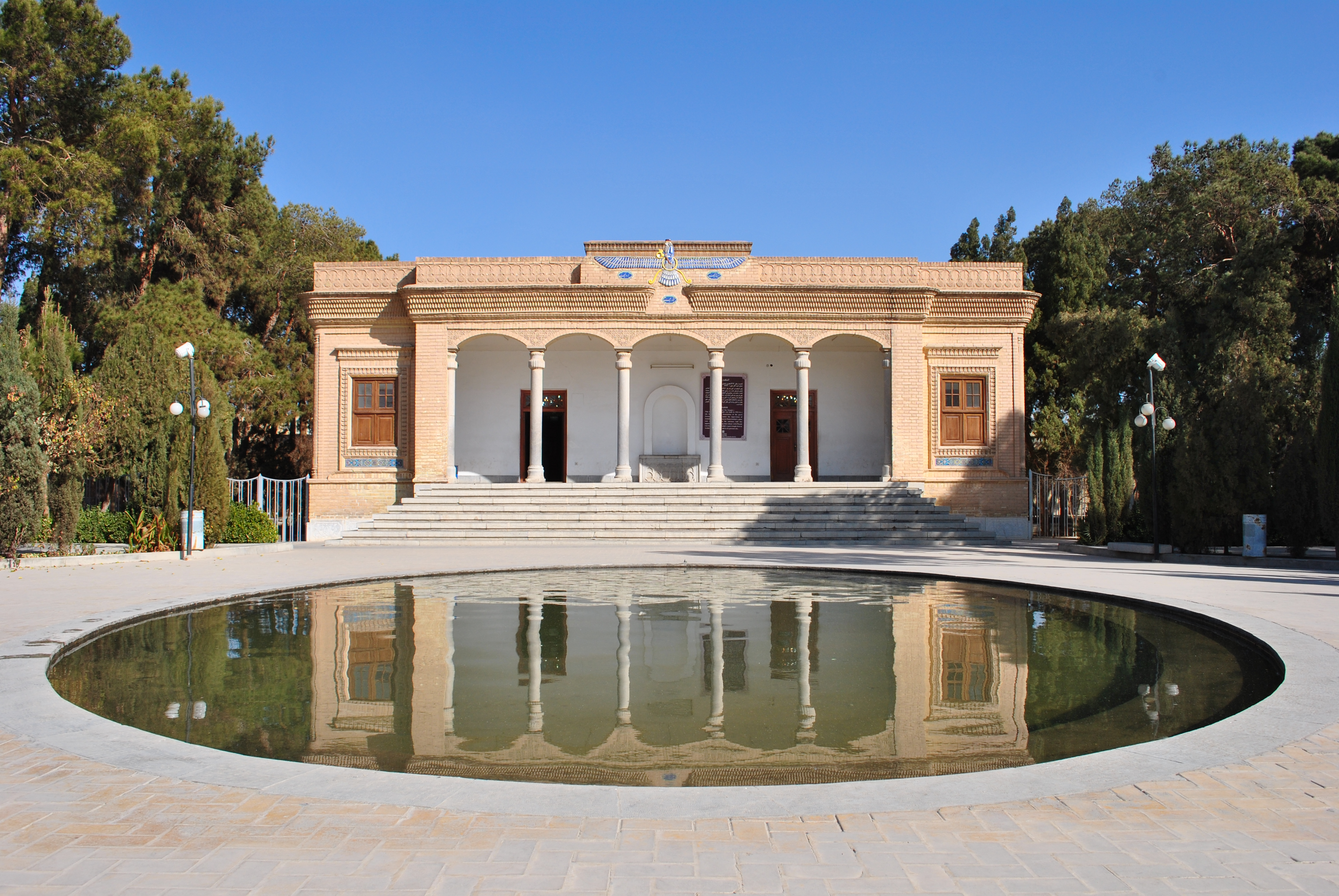
Сучасний храм вогню в Єзді, Іран.

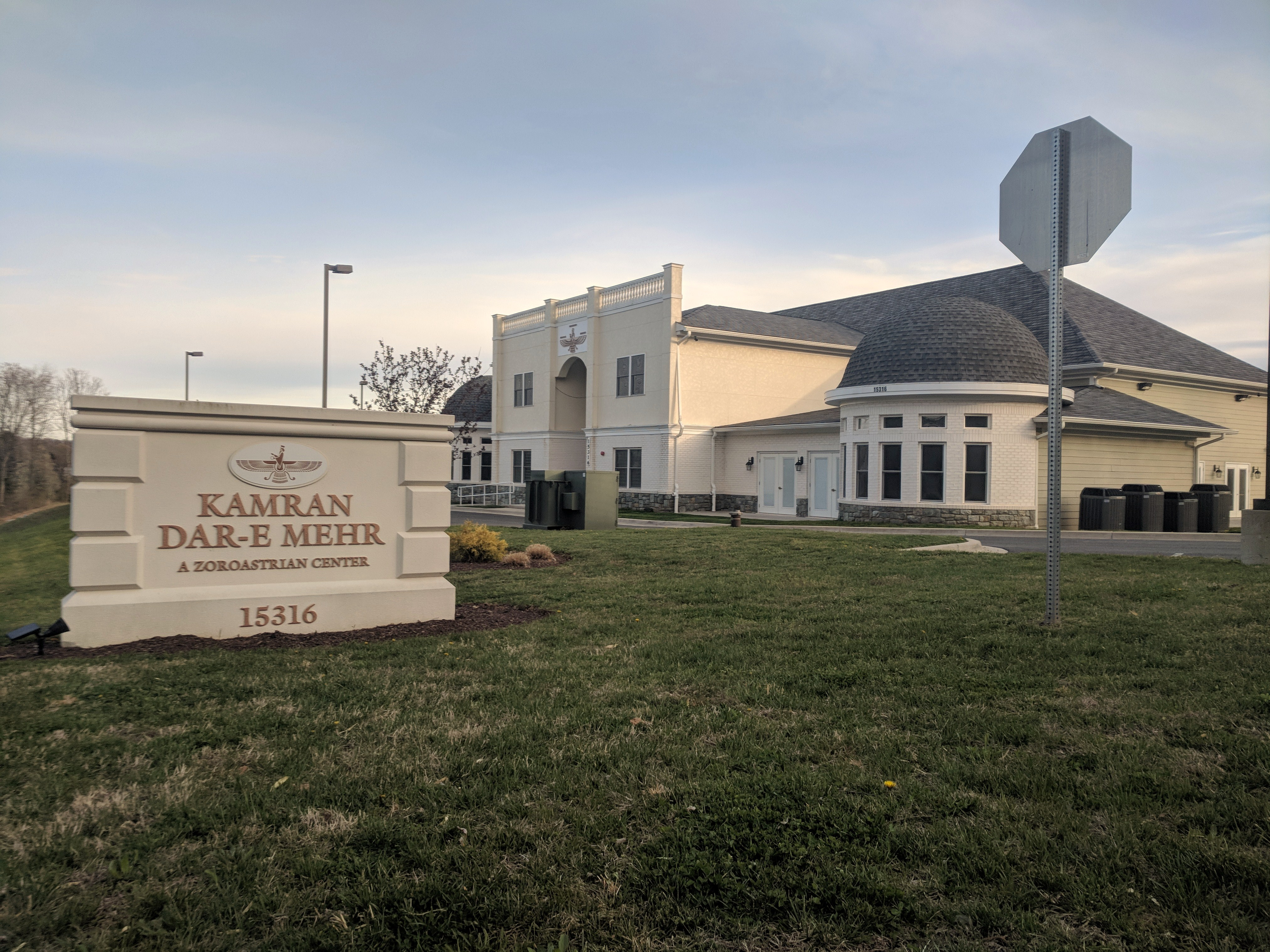
Храм вогню Kamran Dar-e Mehrв, Меріленд, США

Храм вогню (Agiary, перс. آتشکده [atashkadeh], آتشگاه [atashgah], در مهر Dar-e Mehr) — релігійна споруда, призначена для відправлення культу в зороастризмі. 
Священний вогонь в зороастризмі (Атар) разом з чистою водою (Абан) є символом ритуального очищення, метою якого і є багато священних ритуалів зороастрійської релігії. 
Культ вогню на території сучасного Ірану відомий як мінімум з часів давньоперсидської держави (зокрема, вівтарі зі священним вогнем описували Геродот та Страбон). Такі святилища зводилися на штучних пагорбах та ніколи не мали даху — це було пов'язано з уявленнями про те, що божество не може бути замкнено в приміщенні. Храми вогню як культові споруди з'явилися, як вважається, не раніше, ніж в IV столітті до н.е., при Селевкідах, і отримали особливого поширення в період правління династії Сасанідів. 
Після арабського завоювання Персії багато храмів вогню були зруйновані або перетворені в мечеті, але деякі вціліли, а з XVIII століття почалося поступове їх відновлення в Індії (Udvada Atash Behram, 1742), у XX столітті — в Ірані (Yezd Atash Behram, 1934).
Вища ступінь вогню — Вогонь перемоги, Atash Behram. 
Зараз Храми вогню (Dar-e Mehr) існують у Індії, Ірані, Азербайджані (Атешгях), США (Kamran Dar-e Mehr); руїни в Грузії (Атешга) та Іраку (Qyzqapan).